# Skive Sogn
Skive Sogn er et sogn i Skive Provsti (Viborg Stift). Sognet ligger i Skive Kommune; indtil Kommunalreformen i 1970 lå det i Hindborg Herred (Viborg Amt). I Skive Sogn ligger Vor Frue Kirke og Skive Kirke.
I Skive Sogn findes flg. autoriserede stednavne:
- Lund (bebyggelse, ejerlav)
- Skive (bebyggelse)
- Vinde (bebyggelse, ejerlav)
- Vinde Nørremark (bebyggelse)